# Redouane Bachiri
Redouane Bachiri est un footballeur algérien né le 27 octobre 1982 à Maghnia dans la banlieue de Tlemcen. Il évoluait au poste de défenseur.

## Palmarès
- Vice-champion d'Algérie en 2012 avec la JSM Béjaia.
- Vainqueur de la coupe d'Algérie en 2014 et 2016 avec le MC Alger.
- Finaliste de la coupe d'Algérie en 2013 avec le MC Alger.
- Vainqueur de la supercoupe d'Algérie en 2014 avec le MC Alger.
- Accession en Ligue 2 en 2004 avec l'IRB Maghnia.